# Radio Zebra
Radio Zebra war ein Piratensender, der von 1980 bis 1983 in Bremen sendete. Die Sendungen, die jeden Mittwoch für 15 Minuten auf der UKW-Frequenz 104 MHz ausgestrahlt wurden, dienten der Information der linken Szene in Bremen bzw. im Bremer Umland.
Das hinter Radio Zebra stehende Kollektiv bestand aus einem legalen „Freundeskreis“ und dem aus der Illegalität heraus arbeitenden „Technikkollektiv“. Während der Freundeskreis der Vorbereitung der Sendungen und dem Kontakt zur Hörerschaft diente, sorgte das Technikkollektiv für die klandestine Ausstrahlung der Sendungen. Der Sender schaffte es über die gesamte Zeit seines Bestehens hin unentdeckt zu bleiben. Die Sendungen wurden in der Regel auf Kassetten aufgezeichnet und zu einem späteren Zeitpunkt ausgestrahlt, nur während der Anti-AKW-Demo in Brockdorf 1981 begleitete Radio Zebra den Demonstrationszug mit einer Livesendung aus einem Fahrzeug heraus. Der aus Bremen kommende Konvoi mit Demonstrationsteilnehmern wurde so über laufende Polizeimaßnahmen informiert und konnte diesen zum Teil ausweichen. Ausgestrahlt wurden auch Gastbeiträge verschiedener Gruppierungen, z. B. der Besetzer des Bremer Schlachthofs. Über anstehende Sendungen wurden potenzielle Hörer z. B. durch Graffiti und Flugblätter informiert.
Um einer Entdeckung zu entgehen wurden die Sendungen von diversen, über das Bremer Stadtgebiet verteilten, festinstallierten Sendeantennen ausgestrahlt, die auf den Dächern der Häuser von Sympathisanten angebracht waren. Die tragbaren Sender, die zur Tarnung z. B. in Picknickkörben verborgen transportiert wurden, wurden ohne viel Aufwand auf den Dachböden abgestellt, mit den Sendeantennen verbunden und nach Sendungsende schnell wieder entfernt. Von jedem Sender wurden dann nur wenige Minuten gesendet, bevor ein anderer Sendestandort übernahm, sodass eine Funkpeilung durch die Bundespost erschwert wurde.

Der Name „Radio Zebra“ spielt auf die Abkürzung „RZ“ an, die auch für die Gruppierung Revolutionäre Zellen stand, einer linksextremistischen Terrororganisation, mit dem ein Teil der Radiobetreiber sympathisierte.
Im Jahr 2018 führte das Bremer Focke-Museum eine Ausstellung unter dem Titel „Protest und Neuanfang – Bremen nach ’68“ durch, in der der Piratensender einschließlich seiner mobilen Sendeanlage präsentiert wurde.
Radio Zebra war ebenfalls der Name einer deutsch/US-amerikanischen Rockband aus Lubbock (Texas) in den 1980er Jahren.